# Kościół Nawiedzenia Najświętszej Maryi Panny w Łowkowicach
Kościół Nawiedzenia Najświętszej Maryi Panny – rzymskokatolicki kościół parafialny znajdujący się we wsi Łowkowice (gmina Kluczbork), należący do Parafii Nawiedzenia Najświętszej Maryi Panny w Łowkowicach dekanatu kluczborskiego w diecezji opolskiej.

## Historia
Kościół wzmiankowany był już na początek XVI wieku, obecny zbudowany został w 1827 roku.
W kościele znajdują się ciekawe ołtarze boczne pochodzące z I połowy XIX wieku oraz klasycystyczne organy.